# 業界用語
業界用語（ぎょうかいようご）は、同じ職業の集団内（業界）や、それに詳しい人たちの間で用いられる、一般に広く通じない単語や言葉である。

## 業界用語概要
日本語の場合、一般的ではない読みをわざと用いて、特別な意味であることをあらわす場合がある。その業界内での専門用語のほか、正式名称ではない略語、隠語のようなものも多い。様々なきっかけで、一般にかなり普及する言葉もある。ただ、一般の言葉同様、流行があったり、業界の制度変更で言葉が消滅することもある。
単に業界用語と言った場合、その人の属している業界、あるいは興味ある業界の用語を指すことが多い。例えば、芸能人・関係者、あるいは芸能人のファンが業界用語と言った場合、芸能関係の業界用語を指すことが多い。
元々、使われ始めた経緯には、「他人に聞かれたくない」「知っているもの同士で」といった内向的な意向があったが、いつしか、各々の業界内での意思疎通を図る意味合いを持つようになってきた。現在では前者・後者が用途別に使い分けられている。
なお、業界用語も死語となることがありオフィス内で使われなくなった言葉は「オフィス死語」と呼ばれる。

## 業界用語の一覧

### 医療
ドイツ帝国が医学先進国であったために、ドイツ語起源のものが多い。
- アウス（ドイツ語のde:Auskratzung、掻爬術、あるいはde:Ausräumung、子宮内容除去術。人工妊娠中絶のこと）
- アッペ（de:appendix、虫垂、またはde:appendizitis、虫垂炎のこと。虫垂切除術そのものを意味することもある）
- エッセン（独 Essen、食事）
- ケモ（de:Chemotherapie、化学療法のこと。おもに抗がん剤によるがんの治療をさす）
- ステる（de:sterben、患者が死ぬ）
- エント（de:entlassen、退院）
- オーベン（上司、指導医。ドイツ語のde:obenからきているが、obenは名詞ではないため日本独自の隠語）
- クランケ（de:Kranker、患者）クランケ Kranke は女性形、複数形、あるいは定冠詞がついたときの弱変化形で、ドイツ語辞典の慣例に従って強変化男性単数1格形を見出しとすればクランカー Kranker である。
- ネーベン（研修医。オーベン同様、de:nebenに由来する日本独自の隠語）
- エキスト（de:Extraktion、抜歯）
- シゾ（de:Schizophrenie）統合失調症の事。ドイツ語を日本語読みした『シゾフレニー』の頭2文字を採って。ただし"Schizo-"の発音はドイツ語では「シッツォ」、英語 (en:Schizophrenia) では「スキツォ」に近い（英語の Schizophrenia も日本語読みにすると『スキゾフレニア』となるが、外国で医師にこの発音で言うとほとんど通じない）。日本独自（特に精神科医）の隠語。
- OD（OverDose、オーバードース。薬剤多量摂取の事。こちらは英語の頭文字を採って）
- MR

1. 英語のen:medical representative、医薬情報担当者。要するに製薬会社の営業担当者なのだが、医療用医薬品の情報提供を名目に医局内に立ち入る特権を持つ。
2. 英語のen:mitral regurgitation、僧帽弁閉鎖不全、心臓弁膜症の一種。
3. 英語のen:mental retardation、精神遅滞、法律用語では知的障害という

- プロパー（MRの1.の古い言い方。宣伝者propagandistが語源らしい　一般には生え抜きを意味するproperなので、医師と企業人が同席すると混乱する原因になる)
- 全麻（全身麻酔の略）
- 局麻（局所麻酔の略）
- オペ（ドイツ語のOperation、手術）
- DOA（英語のdead on arrival、病院到着時死亡）
- do.（ラテン語のdittoの略記、「同じ」の意。日本ではドゥと読むが外国ではディトーと読まないと馬鹿にされるらしい）
- do処方（前回診察時と同じ処方箋を医師が発行したり、調剤薬局にて前回と同じ処方箋を調剤する場合に、薬剤師等が用いる）
- ゼク（de:Sektion、病理解剖のこと）
- ゾロ（後発医薬品（ジェネリック医薬品）の事。先発処方箋医薬品の特許が切れた後に、その薬が持っていた特許技術を使って「後からゾロゾロ出る」後発医薬品の事から）
- K、Ca、○（癌。ドイツ語のde:Krebs、英語のen:cancerから。肺癌であればカルテに「肺K、肺Ca、肺○」と書かれる）
- パンペリ（en:panperitonitis、汎発性腹膜炎。腹部全体に拡がった腹膜炎で、最重症）
- マル毒（薬事法で定める毒薬の事。薬剤師向けの隠語）
- マル劇（薬事法で定める劇薬の事。薬剤師向けの隠語）
- マル向（麻薬及び向精神薬取締法で定めた向精神薬の事。薬剤師向けの隠語）
- ラパ胆、ラパコレ（腹腔鏡en:laparoscopeを用いた胆嚢摘出術en:cholecystectomy）
- ブロック（神経ブロック療法）
- 関注（関節注射の略）
- ウロ（泌尿器科、ドイツ語のde:Urologieから）
- ギネ（婦人科、ドイツ語のde:Gynäkologieから。産婦人科を題材とした日本テレビのドラマのタイトルにも使われた）
- 分包（一括分包の略。数種類の薬剤を服用時ごとにまとめて包装する事）
- ヒート（錠剤を包むパック）
- 通る・通らない（診療報酬請求書（レセプト）の審査で、保険者から医療費支払いを認められる・認められない）
- 返戻（レセプトが保険者から返って来る事。つまり、疑義があって診療報酬が払えないレセプトの事）
- ルンバール（de:Lumbalpunktion、腰椎穿刺のこと）
- レセ（レセプトの略。また、月初めにレセプト作成・点検・発送作業をする事）
- 疑い病名（○○の疑い、と診療録の保険病名欄に記入する事によって、レセプト審査で検査料の診療報酬を認めさせる）
- カルテ病名（医師が投薬した薬剤に対して、レセプトの便宜上カルテにつけられる病名。医学的に矛盾した病名が羅列される事もあるが、これがないと医学的に正当な医療行為であっても診療報酬が支払われないため）
- ヘモ（de:Hämorrhoiden、痔のこと）
- DIV（点滴のこと。drip intravenous）の意味と思われるが英語ではintravenous drip injectionまたはdrip infusionという表現が一般的
- IV（静脈注射のこと。英語のIntravenousから）
- マルク（骨髄穿刺のこと。ドイツ語のKnochenmark骨髄から）
- テーベー（de:tuberkulose、結核（症）の略。TB、Tbと書くことも）
- カイザー（de:Kaiser、帝王切開のこと。「de:Kaiserschnitt」の略語。Kaiserとはドイツにおける皇帝号）
- PHC（英語のpublic health center、保健所。主に書き言葉で使用。ただし現代の英語圏ではen:community health center、healthcare center、health centerなどの名称が一般的。なお、よりローカルな用語として東京都特別区で保健所の出張所的な位置づけので設置される保健相談所（保健所統廃合の際に「保健センター」等と改称された区が多い）をPHSと省略する場合がある。
- PHN

1. 英語のen:postherpetic neuralgia、帯状疱疹後神経痛。
2. 英語のen:public health nurse、保健師。主に書き言葉で使用。

### 警察
地方によって若干差異があるが、警視庁での例をおもに挙げる。
- Px（Police xで警察関連の人物、品物。PBなら交番、PCならパトロールカー、PMなら警察官、PSなら警察署）
- S（警察機関への内通者。スパイの頭文字から）
- 赤馬、赤犬（放火犯。炎の形が馬や犬に見えることから）
- 赤いカナリア（多くは共産主義系とされる、国際的なテロリズム組織を総称してこう呼ぶ）
- 赤詐欺（あかさぎ。結婚詐欺や結婚詐欺師の事）
- 洗う（詳しく調べること。「洗い出す」から）
- 安協（あんきょう） - 交通安全協会の略
- あんぱん（シンナー）
- うかんむり（窃盗。「窃」の字形に由来するが、正確には部首は「あなかんむり」である）
- 牛の爪・馬の爪（偶蹄目のウシのヒヅメは「割れている」ことから、判明していること。奇蹄目のウマのヒヅメは逆で「割れていない」）
- お札（警察手帳または令状）
- 落ちる（自供）
  - 半落ち（一部自供をしたこと）
- 泳がせる（被疑者を逮捕せず動静監視のみに留めること。捜査員から任意同行の具申がされても主任捜査官からこのように却下される事がある）
- お礼参り（おれいまいり。出所した者からの復讐）
- ガイシャ（被害者）
- ガサ入れ（家宅捜索、強制捜査）
- ガサ状（令状。「ガサのお札」とも呼ぶ）
- ガセ（偽の証拠・情報）
- ガラ（身柄）
  - ガラヒキ（身柄を確保して連行すること。ガラッピキとも）
  - ガラ割れ（身元が判明すること）
- 完黙（「完全に黙秘する」の略）
- 下足痕（ゲソコン＝現場に残された足跡）
- ゲソ者（暴力団の準構成員や、さらにその下部組織に所属している人物を指す。本体から四方八方に伸びているタコやイカの足（ゲソ）から）
- ケツパー ズボンお尻のポケットにある財布等、またそれをスること。
- ケツ持ち（特定の人物や団体を支援している暴力団）
- ゲロ（自白証言）
- ゲンタイ（現行犯逮捕）
- 公妨（公務執行妨害罪）
- コメヘン・マルコメ（精神異常者。「精」の字のこめへんから）
- コロッケ（女の殺人犯）
- 転び公妨（デモ隊の制止活動などの際、警察官が軽く触れられただけで故意に転倒してみせ、公務執行妨害罪で逮捕するという手法。あらかじめボタンを外れやすくする、軽い力でも袖が破れるようにしておくなど制服に細工をする場合もある）
- ごんべん（詐欺、「詐」の字のごんべんから）
- 桜田商事、本店（警視庁。所在地の桜田門から。都内の所轄署は「支店」）
- さんずい（汚職、特に贈収賄。「汚」の字のさんずいからであるが、かつては「瀆（涜の旧字体）職事件」と言っていた）
- そうめん（逮捕）
- 社長（警視総監、所轄署の署長は支店長）
- シャブ（覚醒剤）
- Gマーク（暴力団の認定を受けた人物）
- トラ箱（保護室）
- パーメ（パーキングメーターの略称）
- バンガケ、職質、検問（職務質問）
- チャカ（オートマチック式拳銃）
  - ハジキ（チャカとほぼ同義）
- チョコ（阿片樹脂などの麻薬物質を固めたもの。チョコレートとも）
- デカ（刑事[注釈 1]。明治時代、刑事は警官の洋式の制服ではなく角袖の和風の着物を着ていたことから。「かくそで」の倒語「でそくか」や「そでかく」「くそでか」らから2字を取ってデカと呼ぶようになった。盗人の隠語ともいう[2][3][4]）
- 電波（奇怪な事件・気違い等における隠語。現代ではインターネットスラングを経て、一般社会にも蔓延している語）
- 流し（被害者と関係がない者）
- ネズミ捕り(交通違反取り締まり→元は警察隠語だが民間に浸透)
- はこ（交番）
- ヒキ（身柄を拘束し連行する事。「引っ張る」とも）
- ブタバコ（警察署内の留置場）
  - トリカゴ（ブタバコとほぼ同義）
- フライパン（カツアゲ＝恐喝。「カツを揚げる（フライする）」道具から）
- ホシ（犯人。「犯人の目星」から）
- ホンボシ（真犯人）
- びろ（サラリーマン、「背広」から）
- 弁当持ち（執行猶予期間、仮釈放期間のある者）
- ポンプ（注射器。主に覚醒剤を注入する目的のものを指してこう呼ぶ）
- 麻向精（まこうせい。麻薬及び向精神薬取締法を指す）
- マル害（被害者。マル～は、書面で対象の頭文字を丸囲みすることが由来。）
- マル走（暴走族）
- マル被（被疑者。あるいは容疑者・犯人。被を用いると被害者と混同されてしまう恐れがあるため、マスコミ用語の「容疑者」からマル容と言うところもある）
- マル暴（暴力団。頭文字をとってB、ビーとも呼ぶ）
- マル向（向精神薬）
- マル対（対象者）
- 見当たり（指名手配犯を街中で見つける捜査の事。指名手配犯を見つける為の専属捜査班もある）
- 飯食い（刑務所に入って飯にありつこうとする者。現代では社会復帰の難しい高齢者による、刑務所入所を目的とした累犯・再犯が問題となっている）
- 面割り（特定個人の確認。多数の中から“面を割り出す”事から）
- ラジオ（無銭飲食。ラジオ＝無線に掛けた洒落）
- ヤサ（家宅）
- ヤマ（事件）
- レツ（共犯者。「連れ」を逆にしたもの）
- レンコン（リボルバー拳銃。穴が開いたシリンダーがあるため）
- わっぱ（手錠）
- 割る（自白をとること）
- タタキ(強盗)

### 芸能・音楽・放送・写真・報道

#### ア行
- 赤坂（TBSを指す時に用いる）
- あご（食事）
- あし（交通費または交通手段）上記と組んで「アゴアシマクラ付き」（＝食事・交通費・宿泊費先方負担）のように用いられる。
- 雨傘番組（プロ野球中継が雨などで中止となった際に放送される番組。レインコートプログラム、Bプロとも呼ぶ。そのための番組収録は雨傘収録と呼ぶ。いつ放送されるかわからないので、内容は時事ネタではないものが多い。中止にならない限り放送されないため、結局放送されずに素材がお蔵入りになることもある）
- アーパー（撮影手順に無駄が多く、あまり使えないスタッフ。そこから、一般的に馬鹿な奴の軽い蔑称。パーの倒語）
- アリバイ記事（新聞に於いて、その事柄の問題点を時間が経ってから「こっそりと」記事にする事。その問題について、ちゃんと報道した姿勢から）
- ありもの（既にある物。あり合わせの物。音楽や効果音、フィルムやビデオの素材で、他の番組などで使ったものを借用する時など）
- 生きてる（ラインやマイクのスイッチが入っている状態、電気回路が活線の状態。転じて、電源を切断することを「殺す」と表現することも）
- 板（舞台、ステージ）
- 板付き（舞台の幕が上がった時、演者が既にステージの定位置にいる状態のこと）
- 一番機（いちばんき。新聞社に於いて、最初に現場に急行する記者の事。元々は大日本帝国海軍の空母から最初に飛び立つ飛行機の意味で、帝国海軍用語）
- 一本 （いっぽん、100万円。かつてのコマーシャル製作費用について。現在は1億円相当とも言われている）
- 犬（警察、権威主義）
- インサート（人物や物を紹介する為の静止画。紹介する人物・物を目立たせる為、照明をかなり当てる為、かなりギラギラと光って見える）
- インディーズ（メジャーの対語。〜レーベル・〜アーティスト・〜アイドル等、使用用途は様々）
- イントレ（鉄製の撮影用足場。映画「イントレランス」にて、カメラを足場に載せて撮影したシーンが効果的に使用されたことから）
- インベンション（小便に行く）
- ウエ・サブ（副調整室のこと。スタジオが見下ろせる場所にある。主にディレクターが居て、指示を出す）
- 上・下（時計の針が12時・6時を指すこと）
- ウタ科（声楽科）
- 打ち上げ（番組完了などで、終了後宴会をすること。打ち上げ花火が華やかであることから 現代では一般社会でも通用している。）
- うつ（1：カメラで撮ること。横打ち = サイドショット = 横顔など。2：撃つ。照明を当てること）
- 営業（ショッピングモールでの催事や学園祭などに出演する仕事）
- エブリウィーク（焼売の事。焼売→反転させズージャ語化してマイシュー（毎週）→英訳してEVERY WEEK）
- オク（数字の8。音階の8度を示すオクターブから。「オクターブ」、「ターブ」ともいう）
- お蔵入り（出演者の不祥事やミスの連発等で撮影した番組やCMを放映せずにそのまま眠らせること）
- オケピ（オーケストラ・ピット。迫り機能が付いているものは「オーケストラ迫り」）
- 押す（時間が足りなくなる）
- おせち（年始の三が日に放映されるバラエティー番組の通称。年内に作り置いて三が日に出すこと、内容を始め、出演者や演出も豪華であること、三が日を過ぎると視聴者に飽きられやすいこととの対比）
- 追っかけ（主に警察、検察の捜査対象となっている目標人物の行く先を突き止める業務の意。または新聞社において、降版し印刷が始まった直後に大きなニュースが飛び込んだ際に、その時点で未配送地域向けに記事を書き替え、再降版して印刷すること、あるいは他社に抜かれた記事を後追い取材すること）
- オリ（降り番・登場がない時間）
- オンリー（主にテレビドラマなどの収録現場で、セリフのみを録音すること。）

#### カ行
- 戒名（特に新聞や雑誌編集において、カナ文字を全く含まない見出し。日本式の墓標に引っ掛けて「お墓見出し」と言うことも）
- カウキャッチ（提供番組が始まる前のCM）略してC.C.
- 掛け軸（風景画像や静止画像だけしか映っていない状態）
- ガセ・ガセネタ（嘘・偽情報の事）
- ガチ・ガチンコ（一生懸命 = 本気の意。転じて本当・本物の意としても使用される）
- カメリハ（カメラリハーサルの略）
- ガバチョ（布ガムテープのこと。単に「ガムテ」とも）
- かぶる（1.カメラ前で被写体を遮ること。2.他人の言動を繰り返してしまうこと。3.他人が発言中に発言すること。かぶせるとも）
- 上手（カメラや観客から見て右側。「かみて」と呼ぶ）
- 完パケ（ビデオやテロップ・効果音等の編集が全て終わって、放送にて流せる状態のビデオテープ。また、そのような形にして納品すること。完成パッケージ）
- カンペ（舞台下や舞台袖でスタッフが見せる紙のこと。カンニングペーパーの略。時間短縮のため、スケッチブックに書くのが一般的である）
- きえもの（消え物。舞台小道具のうち、食べ物飲み物のような消耗品）
- ギャラ（出演報酬。ギャランティーの略）
- キャスティング（演劇、映画、テレビドラマなどの俳優や、雑誌やファッションショーのモデル（ファッションモデル）など、出演者を決めること）
- ギロッポン、ポンギ（六本木の意）
- 食い気味（前の演者の動作や台詞が終わらないうちに、後の演者がかぶせること）
- クール（単位呼称で、3か月の事。民放の連続ドラマやバラエティ番組のCM枠の販売単位が3か月であることから。2クールで半年、3クールで9か月、4クールで1年）
- 蔵出し（お蔵入りになった番組やCMを放映すること。出演者の不祥事やタレント業から引退してTV放映NGの場合はその部分をモザイクやカットなどで加工して蔵出しする場合もある）
- 怪我 （お笑い芸人等が発したコメントやネタで、笑いが取れなかった状況を指す言葉。後述の事故やスベると同義語）
- けこみ（ステージ前面の客席から見て垂直な部分。「蹴り込む」から）
- ケツ（同日直後の仕事。「ケツがある」とは、この次に別の仕事が控えているということ）
- ケツカッチン（ケツカチとも。カチは「カチンコ」から。後に別のスケジュールが入っており、終了時間が決められていること。及び、後のスケジュールとの時間的余裕がない状況）
- ゲネ（ゲネプロの更なる略だが、「通し稽古」や「最終リハーサル」を指す場合もある）
- ゲルピン（金欠のこと。ドイツ語で「金銭」を表す「Geld」が「ピンチ」から）
- コーマン（ラブシーン、性行為の意）

#### サ行
- ザギン（銀座）
- 3掛け・5掛け・7掛け（モデルなどに支払う報酬。割り切れない意味で奇数で支払うのが慣例。ただし最近では末広がりという意味合いで、偶数の8掛けも存在する。9掛けが無いのは、9＝忌み数の苦になるからと、9自体が3掛けであるから）
- 三行記事（文字通り、3行あれば足りる程の新聞記事）
- 三面記事（新聞の社会面の事）
- シースー・スーシー（寿司の事）
- シーメー（飯、食事の事）
- ジェネ（ジェネレーター(en:Generator)発電機の略。野外イベントの仮設機材の電源として使用する）
- 事故 （お笑い芸人のネタが、上手く行かずに笑いが取れなかった状況を指す言葉。スベる、怪我と同義語）
- 仕込む（事前に用意するの意。調理用語の仕込むから転じて）
- しだし（エキストラのこと。“仕出し弁当”のように注文した数だけ手配できることから）
- 死人（しびと。新聞社の死亡記事欄に載る。有名人・経済人ではトップ掲載になる場合がある）
- 社プレ（報道会社に正規雇用されて所属している記者・カメラマン）
- 下手（カメラや観客から見て左側。「しもて」と呼ぶ）

例）舞台は上手に入って、下手にでる（上手から舞台にあがり、下手から舞台をはける意味）。
- 尺（(1)放送時間の長さのこと。単に時間のことをさす事もある。(2)映画や番組製作のために、録画・録音された素材の長さのこと。「尺が短い」とは、予定された長さよりも短い状態をいう（そのため、他の素材を使って間を埋める必要が出てくる））
- 写譜屋（しゃふや。楽譜の浄書業）
- 10時10分33秒（腕時計等、アナログ時計の写真を撮る際に、この位置で撮影する）
- シロ（テレビカメラのホワイトバランスを調整するために使用する白い物。大抵はアシスタントのメモ帳）
- 白完（テロップが一切入っていない状態の編集テープ）
- ズームアウト（カメラと被写体の距離を変えず、撮影中にズームレンズの焦点距離を短くして、「寄り」から「引き」の画に変化させること。カメラが被写体から離れて/近づいていくドリーアウト/ドリーインとの区別）
- ズームイン（上記とは逆に焦点距離を長くしていくこと）
- スベる （主にお笑いやバラエティー番組等で、芸人の行ったネタが、思いのほか視聴者や観客を笑わせる事が出来なかった時の状況を指す言葉）
- ズラ（かつらのことで、かぶり物という時もある）
- セグエ（曲と曲の間にアナウンスを入れずに連続演奏すること）
- セッシュウ（身長の低い演者を箱馬・箱足などの踏み台に乗せて高くすること。または、その踏み台そのものを指すこともある。ハリウッドで、米人俳優よりも体格の劣る早川雪洲が使っていたことから）
- 宣材（せんざい。宣伝材料の略。芸能人・文化人が各方面に売り出す時に使われる写真の事。また、映画やコンサートや舞台の宣伝のために作成されるチラシやポスターの類、CDやDVD等のレンタルや販売開始時に、店頭に置かれるポップの類のこともいう）

#### タ行
- ダメ出し（演技指導などで、監督やプロデューサ等が、自らの意に沿っていないことを表明し、やり直しを命ずること。その際、改善すべき点を指摘するのが常だが、理由等は示さずに、「とにかくダメ」と一方的に宣言する場合もある）
- 地下アイドル（どこの芸能事務所にも所属していないアイドルの事。女性がほとんどで、ファンとの距離が一般芸能アイドル人より「とても近い」事から、最近[要出典]はそれを「ウリ」にするアイドルもいる。デビュー当時の「AKB48」も、それを売りにしていた）
- つまむ（カットする。フィルムを摘まむと、摘まんだ部分が無くなることから。手でハサミの仕草を現して、それを用語代わりにすることもある）
- 袖（ステージに登場両脇の部分。出番待ちの俳優が待機したりする）
- ディレイ（生中継を遅延送出システムを使い、30秒〜1分ほど遅れて放送する事。放送問題用語を放送しないように予防するための措置。撮って出しとは意味が違う）
- 出禁（出入り禁止。何らかの原因（多くは不祥事）で、特定の放送局の番組への出演、もしくはその局に出入りが出来なくなること）
- テクリハ（テクニカルリハーサルの略。音響、照明、映像等が台本通りに行われていることをチェックすること）
- てっぺん（深夜0時のこと。時計の短針が示す位置から）
- デルマ（ダーマトグラフのこと）
- テレコ（AとBを入れ替えるという意味。主にポスプロでよく使われる。複数個の物体を入れ違いになるように置く、という意味で他の業種で用いることもある。）
- 天カメ（お天気カメラ）
- テレビサイズ（歌謡曲やテレビドラマ主題歌などで、テレビで放送するために短く編集された歌詞、または短くなった長さを指す。テレビ尺とも云う）
- テンドン（同じ事を2、3回と繰り返し、笑いを取ること）
- 特オチ（他の競合他社が報道しているにもかかわらず、自分の会社だけ報道出来なかった事、大幅に乗り遅れた事を云う）
- 特ダネ（競合他社が未だ掴んでいない情報）
  - 特オチ、特ダネは対義語と位置づけられる。
- 時計（右回り）
- ドタキャン（スケジュールが調整不可能な時期にキャンセルされること。「土壇場でキャンセル」から）
- とっぱらい（給料を当日に現金で払うこと 「当日払い」の訛りか。税金や事務所取り分などの天引きなしで全額手渡しすることを意味する場合も 「取り払い」から）
- トップ屋（スクープネタ等を持って、マスコミ（特に週刊誌）に売り込みし、情報料を請求する人物。または蔑称）
- 撮って出し（ほぼ無編集で収録したものを放送すること）
- トラ（エキストラ演奏者・役者）
- 取り直し（降版・印刷開始直後に入ったニュースが入った場合や紙面に重大な間違いが発見された場合、印刷済みの新聞をすべて破棄し、新しく編集し直した紙面を販売店に配送すること。）
- トロッコ（若手の記者。「汽車」ほどではないというダジャレ）
- 緞帳（「どんちょう」電動で上下する舞台前面の大きい幕）

#### ナ行
- ナイン（数字の9）音階に該当が「無い」の駄洒落の意味がある。
- 泣き別れ（文章媒体にてパラグラフの終わりと記事の段の終点が重なり、次の段からまた別のパラグラフが始まっている状態。段の切れ目で記事が終了していると誤解されやすく、稚拙な編集とみなされる）
- ナグリ（「殴り」。美術や大道具担当が使う釘抜きと一体型になった金槌）
- 生（生放送、LIVE）
- 並び（手取りをキリのいい数字にするため、10 %の源泉徴収を見込んで、ギャラを「33,333円」など同じ数字が並んだ額とすること。この場合「3並び」といい、報酬は30,000円となるが、事務所と出演者とで折半するので、実際の手取り金額はこれより少ない報酬である。また2037年までは復興特別所得税がかかり源泉徴収額が変わるため、この対処には意味が無い。）
- 二丁目（新宿二丁目界隈、もしくはオカマ）
- 抜く（多数の登場人物の中から、ある人物を狙ってアップにすること（抜き出す事））
- 伸ばす、引っ張る（予定以上に内容が進行してしまったため、やや遅めにすること。対義語は「巻く」）
- ノリ（乗り番・登場する時間帯）

#### ハ行
- バーター（束を逆に読んだもの、「抱き合わせ出演」の意味）A氏を出演させる際にB氏も抱き合わせで出演させること。物々交換を意味するbarter（A氏を出演させる代わりにB氏を出演）とは異なる。
- ハコ（箱。コンサートホール、ライブハウス、クラブなどの、屋内で実演を行える施設のこと。規模によって「大箱」「小箱」とも）
- 箱足（木板を箱状に組み合わせたもの。舞台装置の高さを調節したり踏み台にしたりする。「箱馬」とも）
- 箸ネ（食べ物を箸などで持ち上げて、食事を想像させるシーン）
- 初鳴き（研修を終えた新人アナウンサーが初めで番組で詠む・話すこと。生放送の場合が多い）
- バッテラ（バッテリーライトのこと）
- 浜松町（文化放送を指す時に用いる。移転後の呼称）
- ハム（公安調査庁の事。公の漢字を解体した片仮名から）
- ばらす・バレ（るorた）（予定をキャンセルする。予約を取り消す。または、舞台装置を分解して撤収する。前者の対義語は「バミる」）
- バレ飯・ばら飯（個人個人で食事を取ること。バラバラに食事（飯）を取るの略）
- バミる（映画・テレビ・舞台の立ち位置、舞台美術の位置をビニールテープなどでマークする事。転じて「予約する」「予定を入れる」という意味でも使われる。後者の対義語は「ばらす」。発祥は創生期の日本テレビ（井原高忠/元祖テレビ屋大奮戦! （文藝春秋 1983.10）より））
- 場ミリ・バミ（上記の「バミる」より、舞台での演者の立ち位置や機器の設置位置、またはその位置を示すために貼ったテープ〈バミテープ〉のこと。演者側から見て「T」の字とすることで、カミ・シモ〈上手・下手〉の中心とカメラやマイクロフォンなどとの接近限界を示す。）
- 番宣（番組宣伝の略。番組だけでなく映画や芝居の宣伝の場合もしばしば使用）
- ピーカン（雲一つ無い快晴の事。ピース50本入り缶ケースの色が青い事から転じて。広辞苑にも集録されている）
- ビータ（「旅」を逆さ読みしたもので、主に音楽家の仕事としての演奏旅行・遠征のこと。単なる観光旅行などのことはビータとは言わない）
- ビッグバン（乗車定員を減らし、車内に居住空間などを設けたモーターホームのこと。日本ではマイクロバスからの改造車が見られる。寝室、化粧台、シャワー、トイレ、衣装室などがある。ギャレーも装備しているが、撮影現場での食事は専門業者のケータリングによることが多い。）
  - なお、トヨタ・コースター及び日野リエッセII（OEM車）にカタログモデルとして設定される「ビッグバン」は、単に座席を減らして荷物の積載スペースを増やして1ナンバー（普通貨物車）登録にしただけのもので、放送業界における「ビッグバン」とは意味合いが異なる。
- ヒッチハイク（提供番組終了後のCM）
- ひな壇（トーク番組などで使用する階段状の選者用の席 雛祭りにおける人形飾りの段から）
- 平台（三尺×六尺、四尺×六尺などの大きさの木製の台。足と呼ばれる台の上に固定することで「ひな壇」ができる）
- フィックス（「決定」「固定」。英語のfixから）
- ブツ撮り（「物撮り」写真業界にて、固定物体や食品等をスタジオにて撮影する事を云う）
- フリー（フリーランスの略。どこの会社にも所属していない、記者・カメラマン・ジャーナリスト。ディレクターや芸能人の事も指す）
- プロセ（プロセニアム・アーチ）
- ベタ記事（新聞に於いて、数行の記事を掲載する事を云う）
- べしゃり （「喋り」の事で、話術を意味する言葉である。例：「べしゃりが上手い（下手）」「べしゃり漫才」）
- 棒（指揮者、または指揮者が持っているタクトのこと）
- ボーヤ（ステージマネージャー、付き人など、舞台に関する雑用係のこと。“舞台袖の坊や”から[注釈 2]）
- ホリ / ホリ幕（背景として使用するステージ奥の白幕。照明効果で様々な色に変えられる。写真業界に於いては、白ホリ（白いバック壁）と云う使い方をする。ホリゾント = en:horizontから）

#### マ行
- 巻く（予定や進行を急ぐ。対義語は「伸ばす」または「引っ張る」。「巻いて！」で“急いで！”・“早くして！”の意）
- まくら（宿泊を伴うロケ）
- 前ノリ（ロケ前日からロケ地に泊まる）
- 見切れ、見切れる、見切る（観客に見せたくない舞台袖を、幕や衝立、舞台装置などで隠す「見切」・「見切り」が由来。テレビ画面や舞台において、余計なものや人がはみ出て視聴者や観客に「見えてしまう」こと）

余計な人とは、基本的には番組スタッフや出演前（出演後）の（レギュラー、ゲストを問わず）タレント（局アナを含む）、通行人などの一般人である。通常、余計な見切れがあった場合には、撮り直しになる。それを逆手に取った番組は、日本テレビ系の『ダウンタウンのガキの使いやあらへんで!!』である。最近はアニメなどの作品でも、これを逆に活用する場合も多い。
そのため、構図に収まりきらず、半分しか映っていないことなどを見切れると言うのは誤用である（決して半分に切れているという意味の身切れるでは無い）
- もぎり（捥ぎり。コンサート会場の入口でチケット半券を捥いで切ることから改札係、または受付係）

#### ヤ行・ラ行・ワ行
- 八百屋（八百屋の店頭での商品展示方法から。被写体の後ろ側を少し持ち上げて斜めにし、カメラ位置からよく見えるようにする方法、またはそのように作られている撮影台）
- 有楽町（ニッポン放送を指す時に用いる）
- ラテ欄（新聞紙における当日のラジオ・テレビの放送スケジュールを記載した欄）
- ランスル （場当たり、立ち稽古のこと。ランスルーの略）
- ロケ（スタジオ以外での外撮影。en:locationから）
- ロケバス（撮影で移動に使うバス。内部には冷蔵庫やヘアメイクの電源がある）
- ロケハン（撮影場所を探しに行く行為。ロケーションハンティングlocation huntingの略）
- わらう（どかす、取り除く。語源は諸説あり、「取っ払う」が変化したもの、または舞台・映画において美術係や道具係が用意した物に対し「苦労して準備したのを使わずに申し訳ないが、悪く思わず笑ってどかしてくれ」という意味から来たという説もある）

#### 英字
- ENG（電子ニュース取材）フィルム取材に対する、Electronic News Gathering の略。日本テレビでは「EJ」と呼ぶ。
- MC（司会者 Master of Ceremonyから）
- M1, M2, M3, F1, F2, F3 （視聴者の世代を表すマーケティング用語。M＝男性、F＝女性、1＝20〜34歳、以後15年単位での区切り。なお、ティーンエイジャーは男女問わず「10代」または「ティーン」、小学生以下は男女問わず「キッズ」、3歳くらいまでは男女問わず「ベイビー」、M3,F3（64歳まで）以降つまり65歳以上は男女問わず、シルバーシートにちなみ「シルバー」と一括される。ただし、65歳以降に関しては「シルバー」がふさわしくないと判断した場合には「M3,F3」に入れることもある。かつてフジテレビで『F2』、『F2-X』、『F2スマイル』という情報番組が放送されていたが、これはF2層、つまり35～49歳の女性を対象としたためのネーミングであった）
- M1,M2,3,4…（コンサートにおける曲順を指す。また、映画や舞台にて、途中で出てくる劇伴曲を、登場順に呼ぶ場合に使用する）
- BPM（音楽のテンポを表す単位。一分間当たりの拍数。「Beats per minute」の略）
- OA（英語の"on the air"より「放送中」の意）
- C, D, E, F, G, A, H（順番に数字の1から7まで）。ツェー、デー、エーというようにドイツ語読みをする。Cが最初になるのは、Cが音階の「ド」に当たるため。「シ」に当たる文字がH（ハー）なので、Aの次はHとなる。たとえば20は「デー十」となる。ただし、金額を言うときは基本的は“万円”（万の上が1桁なら万を付ける）を、年齢を言うときは“歳”を省く為、20万円・20歳も共に「デー十」ということが多い。また、上一桁が1であっても略さず、10・10万円・10歳は共に「ツェー十」と言う。Eはエーと言わず、英語読みの「イー」と言うことがほとんどである。その為、30・30万・30歳は共に「イー十」と言う。8は、Hの変調の「B（ベー）」または上記の「オクターブ」、「オク」を当て、9は当てる音階がないので、そのまま「きゅう」または上記の「ナイン」、「ナインス」を当てる。
- NG（撮影などの失敗。「Not Good」の略）
- CX（「シーエックス」フジテレビのこと。放送局コールサインJOCX-DTVから。ゲームセンターCXや深夜番組の放送枠「JOCX-TV2」はこれに由来する）
- AK（「エーケー」NHK全体もしくは東京都渋谷区のNHK放送センターの事）

NHK第一ラジオ（東京）のコールサインJOAKから。BKはNHK大阪放送局の事を差す。コールサインJOBKから。
朝ドラの制作局が年度上半期がAK（東京）、年度下半期がBK（大阪）なので、このように言われる。
海野十三の戦前の小説『人造人間事件』にも「ＡＫの文芸部に訊いてごらんになれば分りますよ」などの用例が見られる。台詞の主は放送作家という設定である。
- LF（「エルエフ」ニッポン放送のこと。コールサインのJOLFから）

LF入り…出演者がニッポン放送に到着して社屋の中に入ったこと。
- QR（「キューアール」文化放送のこと。コールサインのJOQRから。QRソングもある。しかしQRコードもあることから、業界を知らない人からは誤解が多くなっている）
- AX（日本テレビコールサインJOAX-DTV）かつてあったライブハウス「SHIBUYA-AX」はこれにちなむ。
- EX（テレビ朝日コールサインJOEX-DTV）
- RX（TBSテレビコールサインJORX-DTV）TBSラジオはKR（JOKR）
- TX（テレビ東京コールサインJOTX-DTV）

### 公営競技
- 展示（競艇における「展示航走」、競輪における「選手紹介」、オートレースにおける「試走」に当たる。事前の模擬レースのようなもので、レース予想・投票の大きな材料となる）
- 流し（投票券の購入時、自身の本命を軸に相手を指定してその組み合わせを買うやり方。「○番（から）流し」といった言い方をする。ただし相手が残り全てである場合は「総（そう）流し」と表現する。）
- オモテ（連勝単式の投票券において、自身の本命を1着として買った投票券のこと。これを「流し」として買うことを、「2着流し」と区別して「1着流し」という）
- ウラ（連勝単式の投票券において、自身の本命を2着として買った投票券のこと。これを「流し」として買うことを「2着流し」という）
- 裏目（連勝単式の投票券において、買った通りとは逆の着順になること）
- マンシュウ（マンシューとも）（配当金が1万円以上の金額になった場合の呼称。「万舟（競艇）」からという説が多いが、「万券襲来」が本来の意味である。[要出典]「マンシュウ配当」などに使われる）
- 本場（開催）（競技場が主催で行うレースを意味する）
- 場外（開催）（競技場が他の競技場において行われるレースの投票を受け付けること）
- 決まり手（競輪や競艇において、1着・2着または3着を確定させた技や方法のこと）
- 審議（何らかの理由により、レースの着順が判定できない場合に使われる。オートレースの審議では「赤旗」だが、過去に競馬では、着順掲示板に青いランプが点るため、審議そのものを「青ランプ（が点く）」とも言われた。審議が終わるまでレースの着順は確定しない）
- 掲示板に載る（特定の着順以上で着順掲示板に番号が掲載されることから、この着順以上でゴールすることを指す。常に特定着順以上でゴールできる実力を「掲示板を外さない」という）
- ヨーロッパ（競輪において、格下、または格下と見られていることを指す。格下の選手が、4・6・8（ヨーロッパ）の枠に入っていることが多いため）
- ジャン（競輪の打鐘のこと。叩いた際の「ジャーン」という音からそう呼ばれる）
- タレる（本来ラストスパートを掛けるべきところで、失速してしまうこと）
- 選手道（競走選手間での暗黙のルール、またはファンと選手との間でのルールも存在する。仮に選手道に反しても主催者側からのペナルティがあるわけではないが、選手間やファンとの信用問題に発展し、結果的に本人の不利益に直結するため厳守とされる。競輪については、競輪#競走における競輪道を参照されたい）
- 特券（1000円単位で購入された投票券のこと）
- 鉄板（当該レースに於いて、投票時にどう見てもこの選手が1着になるだろう、との意味。転じて、強い確信があるという自身の心証を表す言い回しとして一般化している）
- キャビる（競艇においてプロペラがキャビテーションをおこすこと）

### 極道、ヤクザ、暴力団
- アイツキ（挨拶。付き合いの倒語、アイツキ仁義とも）
- アオバレ（晴天）
- 姐（あね）さん（組長の女房）
- アヤ（を）つける（因縁をつける）
- イケイケ（武闘派、タカ派）
- 芋を引く（弱気になる、怖気づく）
- イロ（異性の交際相手）
- 唄う（謝る、白状・供述する）
- 絵図（策略、騙し方のシナリオ）
- エダ（枝。下部組織、主に三次団体を指す。組織を木に見立てて二次団体以上の本家筋を話題にすれば三次団体がエダ）
- 一本独鈷（どこにも所属していない独立した組織）
- エモノ（得物から。所持する武器全般）
- エンコ詰め（指詰め）
- オートン（自動車）
- オツトメ（刑務所での服役）
- 音が鳴る（音＝銃声。実際の暴力事件のこと）
- 落とし前（自分の落ち度を認めて後始末をする事。金のこと-逮捕されないための用語）
- 掛け合い（舌戦をくり広げ互いの優位を競う独特の交渉。たいていの場合、ヤクザ同士の掛け合いは、名刺の切り合いで片がつくようになっている。ヤクザ達は、これを自嘲気味に「名刺ジャンケン」と呼ぶ）
- カスリ、ショバ代（みかじめ料、上納金）
- カチコミ（抗争。ケンカ相手の事務所ドア、窓、壁などに拳銃で数発（多くて3発以内）、脅しをかける意味で銃撃すること。本来は事務所に殴り込みをかけ、誰も居ないときだけ行われるものだったが、今は最初から留守を狙う）
- ガラ（身柄）
- 企業舎弟（ヤクザを利用している商売人。ヤクザの掟がない。本職と対峙したら勝つことはない）
- キス（酒。キスは好きな行為始め、好物といえば酒。連想作用した用語）
  - キスグレ（泥酔。グレはグレる、愚連隊、与太者）
- 義理事（冠婚葬祭）
- くさい飯（懲役、刑務所の給食から）
- クンロク（脅しに近い説諭）
- ゲソ（靴）
  - ヨウゲソ（洋物の靴）
- ケツ持ち（仲介人、バックボーン）
- ケツを割る（逃亡する）
- ゴチャ（道理の通らないイチャモン）
- ゴロ（個人的ケンカ）
- ゴンタ（関西でいう不良）
- 盃（縁組）
- サクイ（臭い、匂う）
- さらう（拉致）
- 寒い所・旅に行っていた（北の刑務所に行っていた）
- ジギリ（組織のために体を懸けること。特に抗争での殺人事件を指すことが多い）
- 仕事（違法行為、恐喝・殺人など不当な資金獲得行為。賭場ではイカサマ、普段は恐喝、抗争時にはカチコミ、殺人）
  - 仕事師（イカサマ師）
- 実子分（主に跡目候補を指す。擬似血縁関係を模した義理の親子の子に相当する意）
- 四方同席（上下関係のない席）
- シノギ（稼業、凌ぎ）
- シマ（縄張り）
- Gマーク（暴力団構成員認定を受けた人〔警察用語〕）
- 社長（これからカモにしようとするカタギ）
- シャブ（覚醒剤）
  - ポン（覚醒剤。「ヒロポン」の略語）
  - ポン中（覚醒剤中毒）
- シャリ（米、飯。舎利）
  - 銀シャリ（白い米の飯）
  - 長シャリ（麺類）
- ジュンコー（組の準構成員）
- 小チンピラ（チンピラにもなれない小物＝自分の善意を見せびらかす奴）
- ショバ（場所、縄張り）
- ションベン刑（1年未満から2年程度の刑）
- ジンギ（仁義を切る-初対面の挨拶やおじぎ）
- スケ（女、愛人）
- ダイガク（刑務所。自由を奪われて本を読んで勉強することから。留学、別荘とも）
- 旅（逃亡）
- タマ（命、人身売買的な女性も指す）
- ダンベエ（旦那衆、スポンサー）
- チカヅキ（挨拶。近付き）
- チャカ・ハジキ・道具（拳銃）
- チンコロ（密告）
- 出入り（組織対組織のケンカ、抗争）
- テカ（部下。「手下」の読みを変えたもの）
- デコ（デコ助）-（刑事、警察官）
- テラ銭（賭場における胴元の取り分）
- 道具（拳銃）
- ドス （小刀）
- ドン（リーダー、首領）
- なきを入れる（わびをいれる。頭を下げる）
- ノミ（ノミ行為。私設で公営賭博の胴元をすること）
- バイ（露店での商売）
- バイニン（麻薬、覚醒剤などの密売人）
- パイナップル（手榴弾）
- パイ（釈放）
- バシタ（女性、男稼業では立場が下）
- ハッパ（大麻）
- ハンメ（反目、対立を指す。博徒で賭けている反対の目が出ることから）
- B担当（ヤクザ担当〔警察用語〕）
- ヒットマン（殺人を実行する人間）
- ヒトマワリ（期限付きの追放）
- ピュー（逃走、特に抗争から逃げ出すこと）
- 武闘派（暴力派。ヤクザを褒めるときは、こう言うのがいい）
- ブタ箱（留置場）
- ペー（粉末状に加工された麻薬。語源は「白」の中国語読みの「ペイ」から）
  - ペーカン（「ペーの患者」＝麻薬中毒者）
- 部屋住み（親分と同じ屋根の下で寝起きし、身の回りの世話をしながら、ヤクザのイロハを学ぶ制度）
- 弁当（執行猶予期間、仮釈放期間）
- 彫り物、モンモン、クリカラモンモン（刺青）
- 盆中〔ぼんなか〕（関西での賭場）
- ポンプ（注射器。特に覚醒剤を使用する目的のものをこう呼ぶ）
- ミカジメ（守代〔もりだい〕、用心棒代。店で暴れないようにしてもらうために払う金）
- 店（博打における客）
- メンツー（面通。挨拶、的屋系ヤクザの庭場挨拶）
- ムショ（刑務所）
- ヤク（麻薬や覚醒剤他、禁制薬物すべて）
- ラッパを吹く（嘘をつくこと）
- レンコン（リボルバー式拳銃）

一般人がヤクザ自体を「その筋」「ヤッちゃん」「ヤの付く自営業」「893」など隠語的に語るケースもある。

### 受験
- 赤本（数学社が出版している大学の過去問題集。大学別に製本されている。またほかにも青本、白本、黒本、緑本などもある）
- 過去問（カコモン。過去の問題）
- 足切り（二段階選抜のこと。不適切な表現とされるが、現在でも良く使われる）
- 滑り止め（本命の学校以外に、不合格時のための保険を掛けて他の学校を受験すること）
- 仮面浪人（第1志望ではない大学に通いながら、第1志望の大学への大学受験浪人生活をすること）
- 宅浪（予備校に通わず自宅で学習して大学受験浪人生活をすること）
- センター（大学入試センター試験の略）
- 「早慶」「日東駒専」「MARCH」「関関同立」など、レベルなどの似通った大学同士をまとめて呼ぶ言葉がある。起こりは「東京六大学」から。

### ソフトドリンク・酒類
- サカリ（日本盛）
- ロング缶（ビールでは500ml缶。ただし缶コーヒーの一部（UCCミルクコーヒー、マックスコーヒーなど）では250ml缶を指すこともある）
- サンゴー（缶ビールで一般的な大きさである350ml缶）
- ニッパチ（缶コーヒーの一部で見られる280ml缶　多くは190mlである）
- ペット（ペットボトル）
- シボリ（麒麟麦酒のキリン一番搾り）
- ラガー（麒麟麦酒のキリンラガービール）
- 赤星（サッポロラガービールの事。トレードマークの星の色が赤いため。近年ではサッポロビール自身が宣伝で用いており、関西ローカルのCMキャラクターとして赤星憲広を起用している。）
- ドライ（アサヒビールのスーパードライ）
- プレモル（サントリーのザ・プレミアム・モルツ）
- ルース（バラの24缶入りケース）
- CC（カナディアンクラブ）
- 新ジャンル(第三のビール)
- シャンパン（フランスのシャンパーニュ地方で収穫・製造し、AOCとして認定されたシャンパンの事を指す。それ以外の地方で収穫・製造された発泡性のワインは全て「スパークリングワイン」と呼ぶ。
  - グーグリ（ヴーヴ・クリコのシャンパンの事）
  - モエシャン（モエ・エ・シャンドンのシャンパンの事）
    - ドンペリ（ドン・ペリニヨンのシャンパンの事）

  - ロゼ（赤ワインより薄い色をしたシャンパン。出荷量が少ないので値段も張る）
- ロマコン（ロマネ・コンティの事）

### 政治
- 朝立ち（朝の7時頃から8時頃にかけて、鉄道駅頭で行う街頭演説。聞いてもらう対象は通勤客。午後に行う場合は「夕立ち」になる）
- お国入り（内閣総理大臣や国務大臣が、自身の選出選挙区に行くこと）
- オフレコ（政治記者が、政府要人や政党最高幹部に取材時に、私が言った事を記事にしない事で「情報」を取る事。Off Recorded=記録不可の意、日本では完全オフレコではなく、何かしらの形で記事にすることが珍しくない。反対語はオンレコ）
- オヤジ（主に（自民党）議員からみた自由民主党の派閥の長、または秘書からみた議員）
- 街宣（がいせん。街頭演説や選挙カーでの演説など不特定多数に聞いてもらう演説などの事）
- 街宣車（街頭演説する車。公職選挙法により、選挙期間中は「所属政党」「候補者の名前」「政策」の「3つ」しか言う事が出来ない。その為、その事情を知らない人々は「連呼」しているもしくは「うるさい」としか受け取れない）
- 霞が関（中央省庁を指す言葉。東京都千代田区霞が関に立地している事から）
- カラス（ウグイス嬢の役割を男性がしている場合に、その人を指す）
- 金庫番（会計を担当する議員秘書）
- 禁足令（緊急に会議が開かれるかもしれないため、国会議事堂・議員会館・議員宿舎や、党本部のある東京都区部から離れるな、という命令）
- 記者懇（記者懇談会の事。党所属の記者クラブの人間を集めて、食事をしながら記者に政策等を説明する事）
- 番記者（政治家本人に張り付いている記者の事。その言葉から転じて「バンキシャ（日テレの番組）」の名前が出来る）
- 文屋（ろくな質問をしない新聞記者に対して、政治家が侮蔑を込めて使う蔑称）
- 空中戦（街頭演説やマスメディアを活用した選挙戦）
- 地上戦（挨拶回りなどで選挙区の市民との縁故を活用した選挙戦）
- 毒まんじゅう（賄賂）
- 実弾（現金の事。“〜を撃つ”で買収工作の事）
- 地盤・看板・鞄（地盤は「選挙区」、看板は「選挙候補者・選挙区選出国会議員」、鞄は「お金」のこと）
- 田植え（選挙期間中以外に、地元の人々の面倒見で恩を売るなど、合法的に顔を売って選挙活動を行うこと）
- 辻立ち（自らの宣伝や主義主張を訴える為の演説）
- ドブ板（選挙期間中に、徹底的に地域を隈無く回ること。ドブ板選挙とも）
- 桃太郎（選挙期間中に、候補者の後ろに運動員が幟旗を持って、街中を練り歩くこと。その様子がおとぎ話の桃太郎にそっくりなことから）
- 永田町（政治の中枢の意味を指す言葉として使われる。国会議事堂・総理大臣官邸・議員会館、主要な政党の本部が全て東京都千代田区永田町に立地している事から）
- 寝る（野党が審議拒否の姿勢に入る）。対義語は「起きる」（＝審議拒否から復帰するという意）
- 選管（せんかん。選挙管理委員会の略）
- 選対（せんたい。選挙対策の略。"〜委員長"で選挙対策の責任者となる。政党と議員個人などの複数の人間が存在する）
- 国対（こくたい。国会対策の略。"〜委員長"で国会対策の責任者となる）
- 政調（せいちょう。政務調査会の略。"〜会長"で政策立案の責任者となる）
- 税調（ぜいちょう。税制調査会の略。"〜会長"で税金・課税の在り方の責任者となる）
- パー券（パーティー券。政治資金規正法第8条の2に規定する政治資金パーティーの券を指す）
- 上がり（自民党で内閣総理大臣を務め上げた後、引き続き国会議員職を務めている事。すごろくの「上がり」と引っ掛けている。"上がりポスト"として、国会では懲罰委員会を務める）
- 代々木（日本共産党の事。党本部の住所は千駄ヶ谷であるが、実質的な最寄駅が代々木駅であるためこう呼ばれる）
- 三宅坂（社会民主党及び日本社会党の事。本部が嘗てあった地名から。2017年からは東京都中央区湊に移転している）
- 信濃町（創価学会、ないしは創価学会を支持母体とする公明党の事。ただし公明党そのものの本部は信濃町に隣接する南元町である）

### 銀行
- キュウフリ（給与振込）
- ザイカン（財務省監査）
- サツカン（札勘定）
- ザブトン（一万円紙幣一万枚＝一億円分の一万円札束の固まりを「座布団」に見立てて）
- ザンブ（残高不足）
- ジャンプ (手形決済期限の延長)
- ダイテ（代金取り立て手形）
- ダイベン（代位弁済）
- タメテ（為替手形）
- ダンシン（団体信用生命保険）
- フリテ（振替手形）
- ホンカン（本店監査）
- ヤクテ、ヤッテ（約束手形）
- ユウテ（融通手形）
- ヨウカン（要管理債権）

### 証券
- 甘い（株価が軟調なこと）
- 板（売買の注文表）
- 指値（さしね。価格を指定すること）
- ザラ場（寄り付きと引け以外の時間の取引。「ザラにある場」の意）
- ジェットコースター（株価が乱高下していること）
- しっかり（株価が堅調なこと）
- 仕手筋（意図的に株価を操作して売買する特定の個人・団体）
- 上場（証券取引所で株の売買を行えるようになること）
- 底（一番低い価格）例：底を打つ
- 手サイン（かつて立会場があったときに、注文を伝えた身振り手振りのこと）
- 天井（一番高い価格）
- ナンピン買い下がり（難平。難を平準化する。価格が下がったときに株を追加購入して平均購入単価を減らし、損益分岐点を下げること。ナンピンした株がさらに下落することも多く、「下手のナンピン、スカンピン」ともいう）
- 引け（売買立会いが終了すること。または立会時間中についた最後の値段のこと。一日2回あり、午前は「前引け」、午後は「大引け」）
- 火柱（ひばしら、特定の、もしくは全体の株価が急激に上がること 例：火柱高）
- 拾う（株を買うこと）
- マル（になる）（取消・中止（になる）。昔、株式売買の取消注文伝票には○印を付けたことから）
- マルシン（信用取引）
- 保振（ほふり、証券保管振替機構）
- 寄り付き（取引が始まること。またはその時についた値段のこと。一日2回あり、午前は「寄付き」、午後は「後場寄り」）
  - 一部の企業については独自の俗称が存在する（例：「マルロク」＝松井証券（屋号から））。
- 前場（午前中の取引）
- 後場（午後中の取引）
- デービー（Due Bill）保振が義務化される以前、現物取引に於いて売却決済日に証券現物の券面を取引所に納めることが間に合わない場合、証券会社が取引所に納入する仮の証文とその罰金。（多くは証券会社が負担した。悪質な顧客が本来信用売りをすべき取引で現物売り注文を出し、目標の利益が出た所で現物を買い戻して相殺し、その期間は証券会社にDB料を負担させる手口もみられた。）

以下は地名としても存在する
- 兜町（東京証券取引所）
- 北浜（大阪証券取引所）
- 伊勢町（名古屋証券取引所）
- ウォール街（ニューヨーク証券取引所）
- シティ（ロンドン証券取引所）

### 建設・製造
- 3S・4S・5S（整理・整頓・清掃で3S　清潔を加えて4S、4Sに躾を加えて5S）
- KY・KYT・SKYT（危険予知・危険予知訓練）
- QC（品質管理）
- 赤チン（軽傷）
- 遊び手（片手操作のときに空いている手）
- 命札（操作禁止表示）
- オペ（操作員）
- 角スコ（角型スコップ）
- カンバン方式（工程間仕掛在庫削減方式）
- ゴヘ（重機オペレーターへの指示語で「前進せよ」。同義の英語go aheadから）
- シャブコン（不当に水を加水したコンクリート）
- 瞬停（短時間の落雷による停止）
- スロ（重機オペレーターへの指示語で「減速せよ」。同義の英語slow downから）
- ダンマリ（警報なしの機械障害）
- チョコ停（短時間の機械障害による停止）
- ドカ停（長時間の機械障害による停止）
- ニンジン（誘導灯）
- ネコ（手押し車）
- ヒヤリ・ハット（労働災害発生要因。重なると事故に発展する。正式名称は「ハインリッヒの法則」）
- ポカミス（人為的な作業ミス。「ヒューマンエラー」とも）
- 丸スコ（丸型スコップ。「剣スコップ」とも）
- みずすまし（工程間仕掛在庫流通管理）
- 連操（24時間連続操業）
- 円銭厘（長さに使用する言い回し。それぞれm、cm、mmを指す。1.5m→一円五十銭、150銭等）

### 法曹
- イ号製品（特許権などの侵害訴訟において侵害が争われている対象の製品）
- イソ弁（居候弁護士。法律事務所に雇われている弁護士）
- ボス、ボス弁（イソ弁を雇っている法律事務所長の弁護士）
- ノキ弁（所員ではなく、間借りしている状態の弁護士。“軒を借りている”ため）
- アソ、アソ弁（アソシエイト弁護士。企業系法律事務所における雇われ弁護士）
- P、パートナー（パートナー弁護士。企業系法律事務所における経営弁護士）
- 即独（そくどく。弁護士になるときにイソ弁などにならずいきなり独立開業すること。就職難も影響している）
- 奇巌城、三宅坂（最高裁判所 (日本)。「奇巌城」は庁舎の威圧的な外観と不透明な運営を揶揄したもので「三宅坂」は所在地から）
- けだし（「なぜならば」という意味で使われることが多いが、本来は「おそらく」という意味）
- ないし（orの意味ではなくfrom〜to〜の意味。乃至と書かれることもある）
- 差支え（日程の都合を聞かれたとき、他の用事と重なり不都合なことを表明する言葉）
- 然るべく（裁判所から意見を求められた時の同意の返事。反対の時は「異議がある」と返す）
- 訴外（訴訟事件の関係者のうち、原告、被告などの手続に関与する者以外の者）
- 申立外（申立事件の関係者のうち、申立人、相手方などの手続に関与する者以外の者）
- 請書（うけしょ。期日請書。裁判の期日が指定されたときに「その期日の指定を受けました」と裁判所に送る書面）
- 部長（部に分かれている裁判所での部のトップ）
- 陪席（ある事件の裁判体を構成する裁判官のうち、裁判長ではない者。地方裁判所以上にのみいる）
- 右、左（右陪席、左陪席裁判官）
- 特補（とくほ。特例判事補）
- 単独（裁判官1人で担当する裁判）
- 合議（裁判官複数（通常3人）で担当する裁判）
- レ号事件（簡易裁判所の判決が控訴されて地裁に上がってきた事件。小さい事件で本人訴訟も多く簡裁判事の判決ということもあり、さらに合議制となるため地裁判事にとっては面倒で嫌われる）
- 当番（当番弁護）
- 本人（民事事件における当事者本人）
- 本人訴訟（代理人をつけないで当事者が自分やる民事訴訟）
- 三行決定（最高裁判所が、適切な理由でないとして上告申し立てを棄却すること）
- ヤメ検（元検事の弁護士）
- ヤメ判（元裁判官の弁護士）
- X（原告の仮名として使用）
- Y（被告の仮名として使用）
- A、Aさん（被疑者、被告人。the Accusedから）
- AQ（被告人質問）
- W（証人。witnessから）
- V（被害者。victimから）
- J（裁判官。judgeから）
- P（検察官。public prosecutorから）
- K（警察官。あるいは広く司法警察職員。keisatsukanまたはKriminalpolizeiからか）
- AP（検察事務官）
- B（弁護士。bengoshiからか）
- Tb（構成要件。Tatbestandから）
- Rw（違法性。Rechtswidrigkeitから）
- S（1.責任。Schuldから。2.債務者。Schuldnerから）
- G（債権者。Glaubigerから）
- D（第三者）
- PS（検察官面前調書。刑事訴訟法321条1項2号書面。Pは上述。Sはstatementから）
- KS（司法警察員面前調書。刑事訴訟法321条1項3号書面。Kは上述。Sはstatementから）
- 冒陳（ぼうちん）（冒頭陳述の略）
- 強わい（きょうわい。強制わいせつ罪）
- 強殺（ごうさつ。強盗殺人罪）
- 否認（刑事事件における否認事件のこと。「今否認1件やってるんだ」などと使う）
- 白表紙（しらびょうし）（司法研修所において使用される司法修習生のための教科書。表紙が真っ白い紙であるため）
- 二回試験（司法修習生考試のこと）
- クレサラ（クレジット・サラ金債務整理事件の略）
- 会務（弁護士会における仕事）
- 一弁（第一東京弁護士会の略）
- 二弁（第二東京弁護士会の略）
- 東弁（東京弁護士会の略）
- 大弁（だいべん。大阪弁護士会の略）
- 我が社（裁判官・検察官が、自己の所属する裁判所組織全体・検察組織全体を指して言う。「ウチの会社」「当社」も同様）

### 省庁
- 接到する（手紙や電子メールやファクシミリなどが送られてくる）
- プロパー（天下りやコネではなく、正規の手続きで採用された独立行政法人の職員）
- ひな形（予め質問に対して決まった答えやマニュアル・記入用紙等のフォーマットの事）
- 公調（公安調査庁の略）
- 強姦（政策・業務等を遂行するにあたって、折しも厭う相手を権限・理論等でねじ伏せて政策・業務等を無理強いすること）[注釈 3]
- 東消（東京消防庁。総務省の消防庁と区別するために、旧称の「国家消防本部」略して国消と対比させて）
- タコ部屋 (日本の官僚) （法案を作成する準備室）

### 会計・経理
- アンレコ 未計上。Unrecordedから。
- インチャージ 主査
- うりげん 売上原価。COGS(コグス)とも。
- かしびき 貸倒引当金
- かわちょう 為替換算調整勘定。TAとも。
- 株変(かぶへん) 株主資本等変動計算書。S/S、SSとも。
- コグス 売上原価。COGS。
- 個財(こざい) 個別財務諸表
- こてみ、コテミ 固定資産未実現損益、固定資産未実現明細。
- しょうもち 少数株主持分。MIとも。今でいう「非支配株主持分」。
- ないとり 内部取引
- 販管費(はんかんひ) 販売費及び一般管理費
- 有報(ゆうほう) 有価証券報告書
- AP 買掛金
- AR 売掛金
- AR 期中平均レート。
- B/S、BS 貸借対照表
- COGS(コグス) 売上原価
- CR 決算日レート
- DTA 繰延税金資産
- DTL 繰延税金負債
- F/S、FS 財務諸表
- HR 発生日レート
- P/L、PL 損益計算書
- PPE、PP&E 有形固定資産
- SGA、SG&A 販管費
- S/S、SS 株主資本等変動計算書。株変(かぶへん)とも。
- TA 為替換算調整勘定。「かわちょう」とも。

### 大学
- オーキャン（オープンキャンパスの略）
- 就活（就職活動の略）
- キャンパス（大学の敷地、または大学）
- シラバス（「授業概要」を指す。これを読んで、授業の選択を行う）
- レジュメ（レジメとも。講義・セミナー・研究会などで配布される発表内容を簡潔に記したもの。フランス語の「履歴書、概要説明書」にあたるrésuméから）
- トラペ（オーバーヘッドプロジェクタでもちいる透明のシート。プロジェクタの普及により現在では死語に近い）
- サチる（測定数値などが飽和すること。サチュレート（飽和する）を略し動詞化）
- ネグる（極少な値を無視すること。ネグレクト（無視する）を略し動詞化）
- キャリブる、キャリブレする（測定器の校正をおこなうこと。キャリブレーションから）
- 般教（パンキョーと読む。一般教養科目の略。「共通」という大学もあり）
- 必須（必須科目の事。この単位を取得しないと、進級や卒業が出来ない）
- 二外（第二外国語の略）
- チャイ語（中国語のこと。Chineseから）
- アサ語（朝鮮語のこと。朝＝アサから）
- イタ語（イタリア語の略）
- コリ語（韓国語＝朝鮮語のこと。Koreaから）
- スペ語（スペイン語の略）
- ドイ語（ドイツ語の略。Germanから「ゲル語」とも言う）
- フラ語（フランス語の略）
- ポル語（ポルトガル語の略。NHKラジオ第2放送のポルトガル語講座は、ラテ欄では文字数の制限により「ポル語」と書かれることがある）
- ロシ語（ロシア語の略。「露語」とも言う）
- 近経（近代経済学。対義語はマル経）
- マル経（マルクス経済学）
- 卒論（卒業論文の略。法学部ではかなり以前から必須とされていなかったが、近年[要出典]では他の学部でも必須としていない大学も見受けられる）
- 卒研（卒業論文のための研究のこと。理数系の学部学科で使われる）
- 卒演（音楽大学、学部で行われる卒業演奏会の略）
- 修論（しゅうろん。修士論文の略）
- 博論（はくろん。博士論文の略。D論（でぃーろん）、ドク論とも）
- 卒計（そつけい。そっけい。卒業設計の略。建築学科などデザイン系の学科の卒業試験の一つ）
- 卒制（そつせい。卒業制作の略。芸術大学にて制作する卒業試験に出す作品のこと。芸術系の大学では卒論の代わりに出される事が多い）
- 代返（講義の冒頭での点呼の際、出席していない人の代わりに返事をすること。記入式の場合には代筆。ただ、代返防止のために、教員によっては出席者の人数を確認した上で、人数分のみ配布したり、使い回しを防ぐ為に色違いや記号違いの出席カードを配り、科目名・日付・時限入りの出席カードを配ることもある。2008年からは、学生証をICカード化してこれを読み取るリーダーと組で出欠確認をする大学も登場した。タイムレコーダー参照）
- カテキョ（家庭教師の略、庭師とも）
- ジュクコー（塾講師の略）
- 二重生活（学費や生活費を稼ぐため、授業以外の時間を勤労にあてること）
- 院（大学院）
- 院試（大学院の入学試験）
- 飛び（飛び級の略）
- お飛びさん（大学3年から飛び級をして、大学院に進学した人のこと。「飛び」「三年」の略）
- 学食（学生食堂の略。味よりも安さ、というのが一般的）
- 入院する（大学院に入る。暗に「大学院に入る人は病人だ」という意味も）
- シケタイ（「試験対策」または「試験対策委員」の略）、シケプリ（「試験対策プリント」の略）
- ダブルスクール（ダブスクとも。他の学校にも通うこと。大抵は資格系の専門学校）
- サティアン（大学の校舎。オウム真理教騒動のときに頻繁に使われて、1号館のことを第1サティアンなどと言っていたが現在は死語。使い古され荒れて異形になった校舎を指すことも）
- アブノーマル（A（優）B（良）の成績ばかりをnormal（普通）にとること。つまり「abnormal＝異常」なこと）
- 可もなく不可もなく（優や良しかなく、可や不可がないこと）
- CDプレイヤー（C（可）D（不可）の成績ばかりをとること）
- カフカ全集（可や不可ばかりの成績）
- 阿部さん・エビちゃん（A（優）B（良）のみの人を指す。ABがドイツ語で「アーベー」）
- 可山優三（可が山ほどあり、優は3つしかないような成績の状態を、歌手の加山雄三と掛けている）
- タブる・ダブり（留年する事）
- 仮進（「仮進級」の略。進級単位数には若干満たないが、未達分は次期に取ることを前提に進級が認められること。大学によっては仮進単位数にも満たないにもかかわらず進級させることもあり、その際は「ヤミ進」と呼ばれる）
- 回生（関西の大学では、「○年生」という呼び方はせず「○回生」と呼ぶ。意味は基本的に同じだが、「○回生」というのは大学在学年数を指す。「2年次3回生」と言えば、1年留年していることを指す。また、新制大学となって何期目の入学生、という意味で「○回生」と使うところもある）
- 原理（原理研究会のメンバーのこと）
- ドツボ（非常に単位が取りにくい科目、または担当教授。または「鬼」「大鬼」という用語法を用いる）
- ラクショー（単位を簡単に取れる科目、または担当教授や講師。または「仏」「大仏」とも言われる）
- ドラ（D（不可）のこと）
- ヨンダイ（四年制の大学。かつてはタンダイ、ダイガクと言っていたが、音をそろえるためにタンダイ、ヨンダイとなった）
- ゼミ（ゼミナール、演習科目のこと。学部によっては任意）
- 新歓（新入生歓迎の行事。新入生に対して、部員獲得のために行なう行事の総称。「新歓コンパ」はその典型）
- ストーム（飲み会のときにするバカ騒ぎの一つ。自己紹介時に出身校や所属学科などを大声で叫ぶ行為などの意味もある。その際、周りの人間は「名門!」と返すのがお約束である。酒類の一気飲みにつながることがあり、禁止している大学、居酒屋なども多い。かつての旧制高等学校の寮生が、夜間に寮内で騒いだり、大挙して校内の他の寮や、他校の寮に押しかけたことを嵐－storm－に擬したことから）
- パンピー（「一般ピープル」の略。「一般人」という意味だが、クラブ・サークルなど団体に属していない学生を指す。特に体育会クラブに所属している人間が、非体育会の人間を指すことが多い）
- ラボ（ラボラトリーの略。研究室のこと）
- 神・仏（採点が甘く、単位取得が容易な担当教授を指す）
- 持ち込みあり（試験の際、参考書や自筆ノートなどの参照を認める科目を指す。教員の「単位を取りやすくする」という意図がある場合と、「そのようなものを見ても歯が立たないような難問である」という場合とがある）
- ジッチー（学生自治会）
- 平常点（発言やレポートなど試験以外の内容を評価する採点基準）
- 出席点（出席回数によって点数を増減させる採点基準）
- フル単（フル単位のこと）

### 新左翼
- 新左翼（1960年頃から登場した、既成左翼に批判的な左翼）
- アオ（解放派。青ヘルをかぶることから）
- 青解・青虫（解放派の蔑称）
- 赤ダニ・アカダニ（ブント系諸派の蔑称で、革マル派が使用する。赤ヘルをかぶることから）
- アジ（演説。英語の「扇動」にあたるagitationから）
- アジビラ（士気の向上のためにばらまく煽情的なビラ）
- 内内ゲバ（組織内の仲間割れによる暴力）
- 内ゲバ（内部ゲヴァルトの略称。自称新左翼党派間による暴力）
- お焼香（派手なパフォーマンスを行わず、文字通り行進するだけの覇気のないデモ行進）
- お花見（吊るし上げ。団体交渉）
- オルグ（organizedから勧誘）
- 開発する（密会の場所として使えそうな喫茶店などを探す）
- カマボコ（機動隊の常駐警備車のこと。昭和期の車両の屋根が火炎瓶・暴徒対策で丸くなっていたことから）
- 鎌トンカチ（旧第四インター。ソ連国旗と向きを逆にした鎌と槌をロゴマークに使用していたことから）
- カンパニア（積極的に闘争する気はないが、同志に誘われたからゲバルトやデモ行進に参加すること）
- 完全殲滅・完全絶滅（殺す、または死なせること）
- 完黙（警察に逮捕されても釈放まで黙秘し続けること。早期釈放の代価として組織の内情をバラした場合、今度は同志からの報復が待っていた）
- 議会主義的クレチン病（日本共産党などの国政政党が主張する、武装闘争を否定し選挙運動と議会闘争さえ行えば社会主義を実現できるとする考え方を甲状腺機能低下症の略称「クレチン症」に引っ掛けて“まるで成長していない”と揶揄するもの。初めて使ったのはウラジーミル・レーニン。過激派にとっては批判の対象だった。革マル派の使う用語で病気を揶揄する意味合いがあり他セクトは批判）
- 救対（逮捕されたメンバーに差し入れをしたり、暴行されたメンバーに手当てを施したりする仕事）
- クロカン・黒カン（革マル派の創始者の黒田寛一）
- 黒ヘル（アナーキスト、あるいは、当初「社青同国際主義派」と称したプロレタリア軍団を指す）
- 凶準（凶器準備集合罪）
- 公妨（公務執行妨害罪）
- 公調（公安調査庁）
- 教条主義（権威のある教義を盲目的、機械的に適用しようとする態度。ドグマティズムとも言う。現在は大型の辞書に載るなど、左翼以外にも広まっている模様）
- クループスカヤ（女子の新左翼のうち、非力な男子とともに銃後で救対などの支援を行う者　ナデジダ・クルプスカヤに因む）
- ゲバ棒（ゲバルトに使う棒状の武器）
- ゲバルト（機動隊や対立するセクトなどとの戦闘。ドイツ語の「力ずく、暴力」に当たるGewaltから）
- ゴキブリ（ノンセクトに同じ。より蔑称としての語感が強い）
- 私服（公安警察。警察の制服を着ていないことから）
- シミタケ・しみたけ（革命的共産主義者同盟全国委員会代表の清水丈夫）
- 消耗な（無益な。意味の無い。骨折り損の）
- 職革（革命運動を本職とする人。専従）
- 除名する（穏健な団体では追放の意味で使われることが多いが、過激派では裏切りの制裁として殺すこと）
- シロ（中核派のこと、白ヘルから）
- 絶滅する（政敵を集団で襲うこと。革命的労働者協会が使用する）
- 総括（自己の活動や闘争を振り返り、反省すること。連合赤軍では総括の名のもとに処罰・粛清が行われた）
- スイカ割り（バールなどで頭蓋骨を骨折させ致死を狙うこと）
- スタ（本来はスターリニストの略だが、しばしば旧左翼全体の蔑称）
- セクト（集団、党派）
- ゼット（革マル派。Zヘルをかぶることから、本来はZENGAKURENの略）
- 殲滅する（政敵を集団で襲うこと。必ずしも暴力を振るわけではない）
- 重殲滅する（政敵を集団で襲い、かつ骨折など重傷を負わせること）
- 体育会系（右翼の学生。実際に運動部に所属しているかは関係ない）
- タテカン（立て看板。主張などを書いて通路などに設置する）
- ドジカル（ドジな過激派メンバー）
- ヅカ（成田市三里塚およびその周辺地域）
- トロ（共産党系活動家が新左翼・過激派を指して言う言葉。(トロツキストから。現在はニセ「左翼」暴力集団と呼ぶ）
- ナンセンス！（Non-senseより。「反対！」、「ふざけるな！」。誰か（主に演説中の弁士）を非難する時に用いる罵声・野次。日大全共闘書記局のルポ「叛逆のバリケード」にも記述がある）
- 肉体オルグ（異性による色仕掛けを用いた勧誘）
- ノンセクト（社会主義者または無政府主義者ではあるが、セクトには所属していない者）
- ノンポリ（政治運動に関心がない者。広義には、左翼と右翼以外のすべての人間）
- プチブル（プチ・ブルジョワジー―Petit-bourgeoisieより。ノンポリと同義だが、蔑称としての語感が強い。左翼運動に参加しないのはブルジョワジーを追認しているのと同じという認識から）
- パルタイ（Partei。ドイツ語の「党」「パーティ」で日本共産党の党員を指す。新左翼とは犬猿の仲）
- 代々木（日本共産党。本部が代々木にあることから）
- 民コロ（日本共産党の青年組織、日本民主青年同盟（略称「民青」）系の活動家の蔑称）
- 日向（戦旗・共産主義者同盟。初代代表・荒岱介のペンネームである日向翔から）
- 日和る（活動をサボる、転向する）
- ブクロ（中核派つまり革命的共産主義者同盟全国委員会。本部がかつて池袋（豊島区千早）にあったことから。対立セクトである日本革命的共産主義者同盟革命的マルクス主義派のみが使う。対する中核派は「カクマル」と片仮名書きにする）
- フラク（フラクション。学校のクラス、会社の部署ごとに細分化された、数人規模の左翼グループ。フラクの集合体がセクト）
- ブル新（ブルジョワジーに味方する一般の新聞）
- マルキ（○機、機動隊）
- マルちゃん（革マル派）
- マルチュウ（○中、中核派の略）
- ムスケル（宣伝ビラや機関紙などを印刷、製本する仕事、疲れる仕事の意味合いが込められている）
- 模索・モサク（新左翼党派機関紙を置いている模索舎のこと）
- モヒカン（社会主義学生同盟ML派のことを言う。赤ヘルメットの中央に白色の太い線がモヒカン状に入っていた）
- 四ター・四トロ（旧第四インター）
- ルンプロ（党専従活動家、ルンペンプロレタリアの略）
- ローザ（女子の新左翼のうち、屈強な男子とともにゲバルトに参加する者、ドイツの女性革命家　ローザ・ルクセンブルクに因むか）

### 鉄道
- 入信（いれしん。入換信号機のこと）
- ウホ（運輸状況報告。ウンユ　ジョウキョウ　ホウコク）
- ウヤ（列車を運休にする ウンテン　ヤスミ）
  - ただし、近畿日本鉄道では「ウヤ」は宇治山田駅（うじやまだ）を指すため、他社の「ウヤ」に相当する語としては運転取り消しの略としてトケ（トリケシ）を使用する。
- ウンチ（運転司令長 うんてんしれいちょう）
- ガセン（架線のこと。仮線・河川などと区別するため）
- カレチ（客扱専務車掌・旅客列車長 りょかくれっしゃちょう。名札には「乗客専務」と標記）
- キセル（不正乗車の事）
- 現示（げんじ。信号機や標識の表示されている状態。「抑止信号現示」で赤信号が出ている意味）
- コロ（数字のゼロ）
- 支障する（「支障」は一般には名詞として用いられ、「支障をきたす」などと表されるが[5]、鉄道では「支障する」というサ行変格活用の動詞が多用される）
- 衝撃（列車と車などとの接触や事故。「衝撃する」のようにサ行変格活用の動詞でも用いられる）
- 慫慂（しょうよう。勧奨のこと。鉄道業界での使用例が多いが[6]、公用文などでも使用されることがある[7]）
- 進来（しんらい。列車が接近すること）[8]
- スジ（列車。ダイヤグラムにおける列車の線。列車課員はダイヤ編成を担当することからスジ屋と呼ばれる）
- 線見（せんみ。線路見習いのこと。未乗区間へ転勤をしてきた際の習熟運転などを目的に、本務の運転士や車掌に添乗し、行路の見学をすること）
- タシカト（鉄道駅における発車確認標語、タブレット、シンゴウ（信号）、リョカク（旅客）、トケイ（時計）の頭文字をとって「確かと」と語呂合わせした。本来は「タシカニト」だったが、荷物輸送が廃止になり「ニ」が取れた）
- 団臨（団体専用臨時列車。方向幕は「団体」が多いが、中には「団臨」とそのまま表示される車両もある）
- チョン（数字の1。チョン行〈ちょんいき〉は1駅間だけ運転される列車のこと）
- TC列警（JR東日本が開発した、列車が接近すると『◯◯上り/下り、接近』と音声で案内する専用の無線機。複々線化されている所（3複線や5複線）でも、的確にどの線のどの列車の接近なのかを教えてくれる。在来線の保線をする工事責任者や列車見張監視員は必ず持っていなければならない。列車が接近していない時は『ピーッ』と一定間隔で鳴る様出来ており、無線機の電池があることを教えてくれる）
- トーフ（車両接触限界標識）
- トンネルドン（トンネル微気圧波。新幹線などがトンネルに進入したとき、反対側出口で発生する凄まじい振動音）
- ニレチ（荷扱専務車掌・荷物列車長 にもつれっしゃちょう）
- ノリホ（乗車人員報告簿 のり人数のほうこく）
- FAXダイヤ（JRの線路補修などの為に、列車見張監視員や工事責任者が当該工事時間の列車のダイヤが書かれた紙の事。3日前に路線のダイヤ（臨時も含む）が決定するので、責任者は調整日時を確認するのが義務になっている）
- ハザ（普通車指定席 一・二・三等のイ・ロ・ハとざせきしてい） 同種にロザ（グリーン車指定席）
- ハネ（B寝台 三等のハに“寝る”）同種にロネ（A寝台）　なお、「イ」つまり一等は廃止されて現存しない。
- バラス（砂利のこと。本来は「バラスト」）
- マスコン（マスター・コントローラーの略語。マスコンハンドル等の言葉もある。"自動車のアクセル"という例えは適当ではない）
- マル（列車定時発車及び定時通過時等で、遅延時分なしという意味）
- マルス（MARS、JR全線の指定席予約オンラインコンピュータシステム。元々は『Magnetic electronic Automatic seat Reservation System』の略だった。マルス専用端末はJR駅のみどりの窓口やJR券を取扱う旅行代理店に設置してある）
- 便長（びんちょう。郵便車の責任者。鉄道職員ではなく郵政職員）
- 抑止（列車の運行（もしくはその路線全体の列車）を止める事。〜信号で赤信号の事。運転整理を参照）
- ラッチ（改札口。「埒」から）
- レチ（（普通）車掌・列車長 れっしゃちょう。東海道新幹線の場合は運転士職の者で指定された場合、「車掌長」の業務を行う）
- 割り出し（分岐器が開通していない方向から車両を進入させること。ばねで動作するスプリングポイント以外では故障の原因となる）
- グモ（鉄道人身障害事故）
- マグロ（鉄道事故による遺体）
- 閉塞（線路を一定区間（閉塞区間）に区切り、1つの区間に2つ以上の列車を入れないことで衝突事故を防ぐシステム）
- 滅（めつ。消灯のこと）[注釈 4]
- SD（エスデー。清掃（Seiso）＋ドアコック（Dコック）扱いの略）[注釈 5]

### パチンコ・パチスロ
- シマ（パチンコ・パチスロ店において、機種ごとの列を意味。コースとも呼ばれる。例「●●のシマ」）
- ハズシ（パチスロの「リプレイハズシ」の意味）
- バケ（パチスロの「レギュラーボーナス」の意味。「ビッグがレギュラーに化けてしまった」という意）
- 交換率（特殊景品の現金交換率を暗喩。「等価」は貸出価格と同率を示す。その他、パチンコでは「●.●円交換」、パチスロでは「●枚交換」と示す。前者は玉一個あたりの価格。後者は100円あたりの枚数を示す）
- 役モノ（主にパチンコで演出に使用する可動式の器具を指す。作動した場合、おおむね大チャンスの到来を意味する）
- ゴト（パチンコ機・パチスロ機に対し、何らかの器具などを使用し不正に出玉を得る方法。犯罪行為。ゴト行為をする人間をゴト師と呼ぶ）
- サクラ（店側が雇った人間を当たり台で遊技させることで、一般客から見た店の印象を良くする行為。違法である）
- フダ（パチンコ用語。交換札、無制限札。客席の上部に挿して、客の持ち玉遊技の状態を把握する）
- 無制限（パチンコ用語。どの出目で大当たりしても、出玉で持ち玉遊技が可能なルール）
- ラッキー（パチンコ用語。持ち玉遊技が可能となる大当たりの出目。3、7等が多い。近年[要出典]は無制限営業が多い）
- ネカセ（パチンコ用語。遊技台の傾斜のこと。入賞率に影響する）
- アウト（パチンコ用語。打ち込んだ玉のこと。主に台の稼動を測るために用いられる）
- ホルコン（ホールコンピューターの略称。データを集計するのに用いられる）
- Bモノ（いわゆる裏モノ。大当り確率や小役確率などを変えた不正基板を搭載した遊技台のこと。メーカーが意図的に仕込んでいるものは、メーカーBと呼ばれる）
- カバン屋（不正基板を取り扱う業者の事。より一般的に用いられる「カタログ営業のセールスマン」とは意味が異なる）
- ブドウ パチンコ玉が台に多く詰まった状態（形状がブドウの房に似ている様から）
- パンク 大当たりやボーナスゲーム等で出玉を取り切れずに終了してしまうこと。逆に、パンクしやすい代わりに大当たりしやすい機種も存在する。

### 引越し業者
- ベータ（エレベーター）
- エアー（梱包に用いる各種の緩衝材。空気を封入してありエアーキャップから。単にキャップということや、製造元の一つである川上産業では商標登録した「プチプチ」と呼称することもある。また三角錐の「トリコン」（トライコーン）もある）
- ジャバラ（蛇腹から。箪笥など大物家具に被せる腹巻状の伸縮するキルト素材で出来たもの）
- 〜ブイチ（ニブイチ、サンブイチなどと使う。それぞれ二階建て、三階建てを意味する。〜分の一から来ている）
- 養生（物件の床や壁を傷つけないように段ボールや毛布で保護すること）
- パッキン（シールではなく、荷造りをするという英語のパッキングから、段ボール箱のこと）
- 積み（トラックに荷物を積み込む作業。またその作業をする人）
- バック（作業終了後、事務所へ戻ること）
- 吊り（玄関から入らないものなどを、人力やクレーンで外から上階へ引き上げる作業）

### 郵便
- AR（受取通知付きの国際郵便）
- 赤車（郵便配達用スクーター。郵便車も含む場合もある）
- 馬（区分済の年賀状を保管する簡易棚）
- 踊る（郵便物が輸送中にばらばらになる、もしくはごちゃごちゃになる）
- 大型（第一種定型外、第三種、第四種郵便物）
- 開函（かいかん、郵便ポストでの収集作業のこと）
- 各駅停車 （配達する郵便物が1軒1軒すべてにあること）
- ガサ・ガラ・ザツ（把捉紐で把捉しづらい、大型のカタログや箱状の郵便物のこと）
- 小型（第一種定型、第二種郵便物、郵便書簡）
- コツ（小包のこと。国際小包を外コツ〈音は骸骨〉、東京南部小包郵便局（現・銀座郵便局）を南コツ〈音は軟骨〉といった）
- コッパイ（小包配達担当のこと）
- コンゴー（混合服務、二つ以上の外務作業を一人で服務する制度）
- 事故（転送や還付処理が必要な郵便物）
- 集特（集配特定郵便局。現在は集配センター）
- 消印（しょういん、消印のこと。）
- 消印漏れ（しょういんもれ。消印が捺されないまま配達局まで来た郵便物のこと。配達局にて「消印漏れ消印」を捺すか、ボールペンで〒を記入する）
- 随伴 （該当地区の配達順路などを現場に行って未経験者に教えること）
- 税付（国際郵便物の、税関で課税扱いとなったもの、通関手数料も含む）
- 前送（ぜんそう、配達時にバイクに積みきれない郵便物を特定郵便局などの保管場所に前送りすること）
- 代引（代金引換郵便）
- 原簿・短冊（配達原簿のこと。各戸ごとに住所および居住者が記載されている。細長い短冊形の紙がケースに入れられている様子から）
- 団配（だんぱい、高層住宅団地配達のこと、専門のゆうメイトが配置される）
- 通配（普通郵便物の配達）
- 定形（第一種定形郵便のこと）
- 定外（定形外郵便のこと）
- 電為（でんがわ、電信為替のこと、民営化に伴い廃止された）
- 特集（特定郵便局収集、開函と兼務する場合がある）
- 特送（特別送達のこと）
- トメ（書留郵便のこと。速達書留のときは速トメ、現金書留のときは現トメ、簡易書留のときは簡トメともいう）
- ニップイン・ニッピン（消印、正称は通信日付印、俗称スタンプ）
- ファイバー（集配籠、現在は合成樹脂製であるが昔ファイバー製であった名残）
- ブツ・物量（郵便物、郵便物量。特に、書留でない普通郵便物）
- 物調（郵便物数調査のこと）
- ボテ（バイクの後ろに載せる赤い箱）
- マルツ（不在通知により留（略字「ツ」）置きとなっている郵便物、カタカナの「ツ」を○で囲んだ印刷やゴム印を押した表示があるため）
- 郵車（郵便車のこと）
- 郵袋（ゆうたい、郵便物を入れる袋。青郵袋・白郵袋・オレンジ郵袋がある）（de:Postbeutel）
- ゆうメイト（非常勤職員）← 民営化後は期間雇用社員
- 羊羹棒（ようかんぼう、木製の簡易区分台。色と形が和菓子の羊羹に似ていることから）
- ローラー（回転通信日付印、柔らかで押印困難なものに使用するゴム製消印）

### 輸入・輸出・貿易と貨物輸送
- 上積禁止、上積み厳禁 (Do not stack, Do not Stack Above)
- こわれもの注意、われもの注意、取扱注意 (Fragile)
- 天地無用 (This side UP)
- びんもの（瓶もの　Bottle）
- 切れる - 税関の輸出（輸入）許可が降りること。「許可が切れた」など
- クンロク - 背高 (High Cube) コンテナのこと、コンテナ全高が9フィート6インチである事から
- ゲテモノ - 極端に重い・大きい、特殊な形状で、特別な取扱が必要な荷物
- ディスクレ - 銀行買取書類に不備があること、信用状 (L/C) のDiscrepancyから
- ドックレ - Dock Receiptの略
- ホネ、アタマ - コンテナを輸送するためのシャーシ＝ホネ、トラクターヘッド＝アタマ
- 実入り - 中身が入った状態のコンテナ
- デマ - デマレージ (Demurrage) の略、（主にコンテナ蔵置の）超過保管料のこと
- チャブ - 港湾作業における休憩時間のこと。語源は「ちゃぶ台」から

### タクシー
- 神様（お客様。乗客のこと。運転手や会社に利益をもたらすことから）
- ワカメ（ゆらゆらと動いていることから酔っ払っている客のこと。もしくは回送。ワカメ＝海草のシャレ）
- お化け（長距離利用の客のこと。めったに出会うことが無いため）
- ゾンビ（ストライキや台風・大雪などで公共交通機関が麻痺し、大勢の人が空車を拾おうと車道にまで出て手を挙げている様子）
- ブツブツ霊（ぶつぶつと呟いている客のこと。死霊・亡霊のように不気味であることから）
- 水揚げ（運賃収入のこと、漁獲高から転じた）
- 流し（道路を通行中の利用者が呼び止めて乗車することを期待して、『空車』表示のまま道路上を走ること）
- 行灯（あんどん。タクシーの屋根上についてある社名表示灯。このランプが消えていると、営業していないもしくは客扱い中の印になる。また点滅の場合は、強盗やハイジャックにあっているなどの非常事態を示す）
- 付け待ち（駅前広場のタクシープールや繁華街の交差点付近で客待ちをすること）
- ゴミ（近距離客）
- 万収（料金が1万円を超えること。競艇の万舟から。ロングとも。そのような乗客を万太郎と云う）
- エントツ（タクシーメーターを正しく操作しないで、料金をドライバーが着服する不正行為の事。主に関西地方で使われる）
- ゲンコツ（エントツと同義語だが遠方からの帰り道に営業区域外の客を区域内にメーター操作無しに煙突するコトをいう。主に関東地方で使われる）
- ぶち込み（ノルマに達しない場合、自分でメーターを倒し規定の運賃収入に達するようにすること。ぶっ込みとも）
- 大きな忘れ物（金融機関強盗など大きな事件を起こした犯人を指す暗号。これは警察本部から各社の無線に周波数を合わせて情報を流す。「大きな忘れ物のお客さまです」と前置きしてから続けて犯人の特徴などをアナウンス、「お忘れ物は指令室でお預かりしています」と締める）
- 特勤（とっきん。明番（上がり　とも言う）や公休日に出勤する事。売上の一部をその日に前払いの形で持ち帰れる場合が多い）

### IT業界
- 落ちる（ハードウエアやプロセスなどが、所定の終了操作をしていないのに突然終了する）
- （データを）落とす（データをオフライン媒体からオンライン媒体にコピー/移動する、逆操作は「吸い上げる」）
- （データを）吸い上げる（データをオンライン媒体からオフライン媒体にコピー/移動する、逆操作は「落とす」）
- 殺す（暴走したプログラムを（killコマンドを用いて）強制終了させること）
- 仕変（しへん。仕様変更の略）
- スパゲッティコード（保守性を考慮されず闇雲に作られたり改造が繰り返されたりしたことによる、解読困難な状態のソースコード。あるコードや機能に手を加えると、どの箇所のコードや機能に影響をするかもわからなくなってしまっている状態なため、修正も機能改善もままならない）
- 単金（たんきん。顧客から技術者に対して支払われる契約料）
- 掴む（あるプロセスがファイルを編集するために、ファイルをロック（占有）すること。あるいは、プロセスがメモリ領域を確保すること）
- デグレ（degradeの略。ソースコードや仕様書等が旧版に戻ってしまうこと。転じて、プログラム等の不具合を修正した結果、別の不具合が発生し、品質が現行より悪化してしまうこと。「デグる」とも言う。またRAIDがディスク障害でレベルが下がる事（RAID6→RAID5→RAID0, RAID1→シングル）もデクレと言う）
- デスマ（デスマーチ (death march) の略）
- 投げる（他のプロセスやデータベースにリクエスト（命令）を送ること。「クエリ（SQL）を投げる」など）
- 舐める（データを順に読み込むこと）
- 吐く（システムやプロセスが、ログやダンプを書き出すこと。UNIXシステムでカーネルパニックを起こしたとき「コアダンプを吐く」）
- BP（ビーピー。business partnerの略。協力会社、外注（がいちゅう）とも言う。自社要員だけでは賄いきれない作業を委託している会社、およびその技術者）
- プロパー（properから。BPに対して自社の正社員を指して言う）
- リスケ（Rescheduleの略。打ち合わせや作業の予定を変更すること）
- 手離れ（顧客に納品した成果物の、その後メンテナンスなどでかかわらなくて済む度合のこと。「手離れが良い/悪い」などと使う）
- TBD（to be determinedの略。仕様が未定の場合に仕様書に書く）
- クンロク (9600bps) イッチョンチョン(14400bps) ニーパッパ (28800bps) ザンパースー (38400bps) （通信速度）
- イチニッパ (128) ニゴロ (256) チーロンパ (768) （よくつかわれる数（二進数ではきりがよい））
- UT（Unit Testingの略。単体テストのこと)
- IT（Integration Testingの略。結合テストのこと)
- ST（System Testingの略。システムテストのこと)

### 理容・美容
- ビフォー（調髪前）
- アフター（調髪後）

以上の2つは、テレビ朝日系朝日放送制作、大改造!!劇的ビフォーアフターの成功により、一般にも知れ渡り、理美容業界のみならず、建築業界、芸能業界などでも使われるようになった。

### 出版業界
出版社の社内用語がそのまま使われることが多い。日本の漫画にも独自の用語がある。
組版業界では活版印刷時代の用語がそのまま使われている。
出版流通や書店にも独自の用語がある。
- 重版
  - 重版出来 - 初版の発行部数を上回って更に発行すること。会社により「じゅうはんしゅったい」と「じゅうはんでき」の読み方がある。
- ゲラ - 本来は活字を並べる枠箱をガレー船に見立てた用語だが、後に「校正刷り」の意味で出版業界に広まった。
- ルビ - 活版印刷で5.5ポイント活字を意味していたが、これの主な使用目的である「ふりがな」を指すようになった。

### ハンドメイド
- 作家・作家様（ハンドメイド品の制作者を指す。独創性・創造性の有無は問わず、ごく一般的な商品の制作でも作家と呼ばれる）
- 作品 （商品を指す。独創性・創造性の有無は問わない。広く市販している一般商品でも作品と呼ばれる）
- バックレ （商品注文後に入金せず連絡が途切れること。主に特注品の注文時に使われる）
- お迎え・ご縁（商品を購入すること。または商品が手元に届くこと。販売側・客側双方が使う。販売側からの挨拶例：この度はお迎えいただきありがとうございます）。
- ツイ販（ツイッターのDMやり取りで販売すること）